# Nubi di ieri sul nostro domani odierno (abitudinario)
qual è la capienza, quanti chili porta, poi si apre la porta e non lo so già più»
(Dal testo della canzone)
Nubi di ieri sul nostro domani odierno (abitudinario) è il primo singolo di Elio e le Storie Tese, prodotto dalla Psycho per promuovere il loro primo album Elio Samaga Hukapan Kariyana Turu. Il lato B contiene le stesse tracce del lato A, ma in versione censurata.

## Tracce
Lato A (lato B)
1. Nubi di ieri sul nostro domani odierno (abitudinario)
2. Cara ti amo

Lato B (lato bip)
1. Nubi di ieri sul nostro domani odierno (abitudinario) (beep version)
2. Cara ti amo (beep version)

## Formazione
- Elio - voce
- Confo Tanica - tastiera
- Civas - chitarra
- Faso - basso
- Mu Fogliasch - sassofono
- Curt Cress - batteria